# Вільям Кліфорд
Вільям Кі́нгдон Клі́форд (англ. William Kingdon Clifford; *4 травня 1845, Ексетер, Велика Британія — †3 березня 1879, Мадейра, Португалія) — англійський математик та філософ.

## Біографія
Закінчив Триніті-коледж в Кембриджському університеті (1868), отримав декілька відзнак за успіхи в навчанні. В 1871 році за рекомендацією Джеймса Максвела став професором математики і механіки Лондонського університетського коледжу. Член Лондонського королівського товариства (1874). В 1875 році одружився з Люсі Лейн.
Інтенсивна творча праця (він любив працювати вночі) підірвала здоров'я вченого. Кліфорд відправився на лікування на острів Мадейра, де  помер від туберкульозу, залишивши молоду дружину і двох дітей. Похоронений на Гайгейтському цвинтарі в Лондоні, поряд з могилою Карла Маркса. Люсі стала відомою письменницею і пережила чоловіка на 50 років. П'ятитомне зібрання творів Кліфорда було видано посмертно.

## Наукова діяльність
Першовідкривач алгебри Кліфорда. Об'єднав теорію кватерніонів з алгеброю Грасмана. Розробив (1876) алгебру бікватерніонів.
Вивчав неевклідову геометрію — праці Рімана та Лобачевського, якого назвав Коперником геометрії.
Наряду з Ґіббсом і Хевісайдом — основоположник векторного аналізу. Ввів (1878) сучасні терміни дивергенція (яку Максвел називав конвергенцією) і ротор. У посмертно виданій праці «Здоровий глузд в точних науках» (опубліковано 1885) дав сучасне означення скалярного добутку векторів.
У праці On the space theory of matter (1870) висунув передову на той час ідею, що матерія і сила тяжіння є проявами викривлення простору-часу. Цей принцип був покладений в основу загальної теорії відносності. У XX столітті  на працях Кліфорда була значно розвинута теорія просторів Кліфорда-Клейна.

## Праці
Більшість праць Кліфорда опубліковані посмертно.
- 1872. On the aims and instruments of scientific thought.
- 1876. On the space theory of matter.
- 1877. «The Ethics of Belief», Contemporary Review.
- 1878. Elements of Dynamic, vol. 1.
- 1879. Seeing and Thinking, науково-популярні лекції.
- 1879. Lectures and Essays[недоступне посилання з квітня 2019].
- 1882. Mathematical Papers / Ed. R. Tucker.- London, 1882, собрание сочинений в пяти томах.
- 1885. The Common Sense of the Exact Sciences. Працю завершив Карл Пірсон.
- 1887. Elements of Dynamic, vol. 2, in Ewald, William B., ed., 1996. From Kant to Hilbert: A Source Book in the Foundations of Mathematics, 2 vols. Oxford University Press. Посмертне видання.

Для своїх дітей Кліфорд написав збірку казок «The Little People».